# Кяделъявр
Кяделъявр (также Кядел-явр, Кеттельявр) — пресноводное озеро в Мурманской области России, находится на территории Кольского района.
Расположено на севере области, в системе реки Уры, северо-восточнее озера  Нялъявр, в 36 километрах к северо-западу от Мурманска. Находится на высоте 102,5 метра над уровнем моря. Форма озера серповидная, максимальное расстояние между крайними точками — около 11,5 км, в северной части ширина достигает 1,5 км. Площадь озера — 13,9 км². 
Получает сток через протоку, вытекающую из озера Нялъявр на юго-западе и из менее крупных озёр, лежащих к северу. Дренируется в реку Уру через порожистую протоку на юго-востоке. На западе широким проливом связано с озером Портлубол. Имеется несколько некрупных островов.
Берега изрезаны, особенно на южном плёсе, высокие, заболоченные в западной части акватории, покрыты лесотундрой с преобладанием берёзы.